# Eric Singer (Graphologe)
Eric Singer (geb. 10. April 1896 in Czernowitz; gest. 3. Mai 1960 in London) war ein Dichter, Schriftsteller und einer der führenden britischen Graphologen des 20. Jahrhunderts.

## Werdegang
Singer studierte Jura an der Universität Wien, wo er auch bis 1938 als Rechtsanwalt und Schriftsteller lebte.
1938 emigrierte er erst in die Schweiz und ein Jahr später nach Großbritannien. Fortan lebte er in London und arbeitete dort als Graphologe. Er war Mitglied des englischen PEN-Klubs und erwarb schließlich auch die britische Staatsbürgerschaft. Singer studierte Handschriftanalyse und Psychologie in Österreich und in der Schweiz unter Ludwig Klages und spezialisierte sich schließlich auf Englische Handschrift. Seine Forschung konzentrierte sich auf Ego-Symbole und im Speziellen auf das englische Personalpronomen „I“. Er hat außerdem Graphologie unterrichtet. Einer seiner bemerkenswertesten Schüler war Francis Hilliger, der später das British Institute of Graphologists (B.I.G.) gegründet hat.
Nach seinem Tod empfanden seine Ehefrau und das B.I.G. seinen Beitrag zur Graphologie als so wichtig, dass sie einige seiner Werke neu veröffentlichten.

## Werke (Auswahl)
- Bänkelbuch – Deutsche Chansons von Hans Adler bis Franz Wedekind. Fischer Taschenbuch-Verlag 1966, ISBN 978-3-436-00751-5
- Romanzenbuch. Deutsche Romanzen aus drei Jahrhunderten. Kiepenheuer & Witsch, 1955
- Spiegel des Unvergänglichen Eine Auswahl deutscher Lyrik seit 1910. Paul List Verlag, München 1955
- Handschrift und Gattenwahl Donau-Verlag, München 1955
- Die Handschrift sagt alles – Das ABC der Graphologie. Paul List Verlag, München 1954